# Огнена манатарка
Огнената манатарка (Boletus luridus) е ядлива гъба от род Манатарки. Често се среща в България и се бърка лесно с други видове манатарки.

## Описание
- Шапката е с диаметър от 5 до 20 cm, маслиненожълта до кафеникава.
- Тръбичките тъмночервени, при по-старите екземпляри жълтокафяви.
- Пънчето на цвят жълтеникаво, с груб червенокафяв мрежест отпечатък.
- Месото е жълто, твърдо, при нараняване бързо посинява.

## Местообитание и сезонност
Гъбата се среща през периода юни – октомври в широколистни и иглолистни гори, в паркове и покрай горски пътища. Расте в симбиоза с някои дървесни видове.

## Сходни видове
- червеностъблена манатарка (Boletus erythropus) – Отличава се по точкообразната окраска на пънчето и по-тъмния, кафеникав цвят на гуглата. Ядлива.
- красива манатарка (Boletus calopus) – Гуглата е сиво-бяла, с лимоненожълти тръбички. Непригодна за ядене поради горчивия си вкус.
- дяволска гъба (Boletus satanas) – Гуглата е сиво-белезникава с жълто-зелен оттенък. Месото посинява по-слабо. Отровна.
- пурпурночервена манатарка (Boletus rhodoxanthus) – с бледорозов цвят на гуглата. Отровна.

## Кулинарни качества
В сурово състояние гъбата е слабо отровна и предизвиква леки стомашно-чревни разстройства. След топлинна обработка е с отлични вкусови качества. Твърдението на някои автори, че съдържа коприн и води до отравяния при едновременна консумация с алкохол, е опровергано според последните изследвания.